# 9月2日
9月2日（くがつふつか）は、グレゴリオ暦で年始から245日目（閏年では246日目）にあたり、年末まではあと120日ある。

## できごと

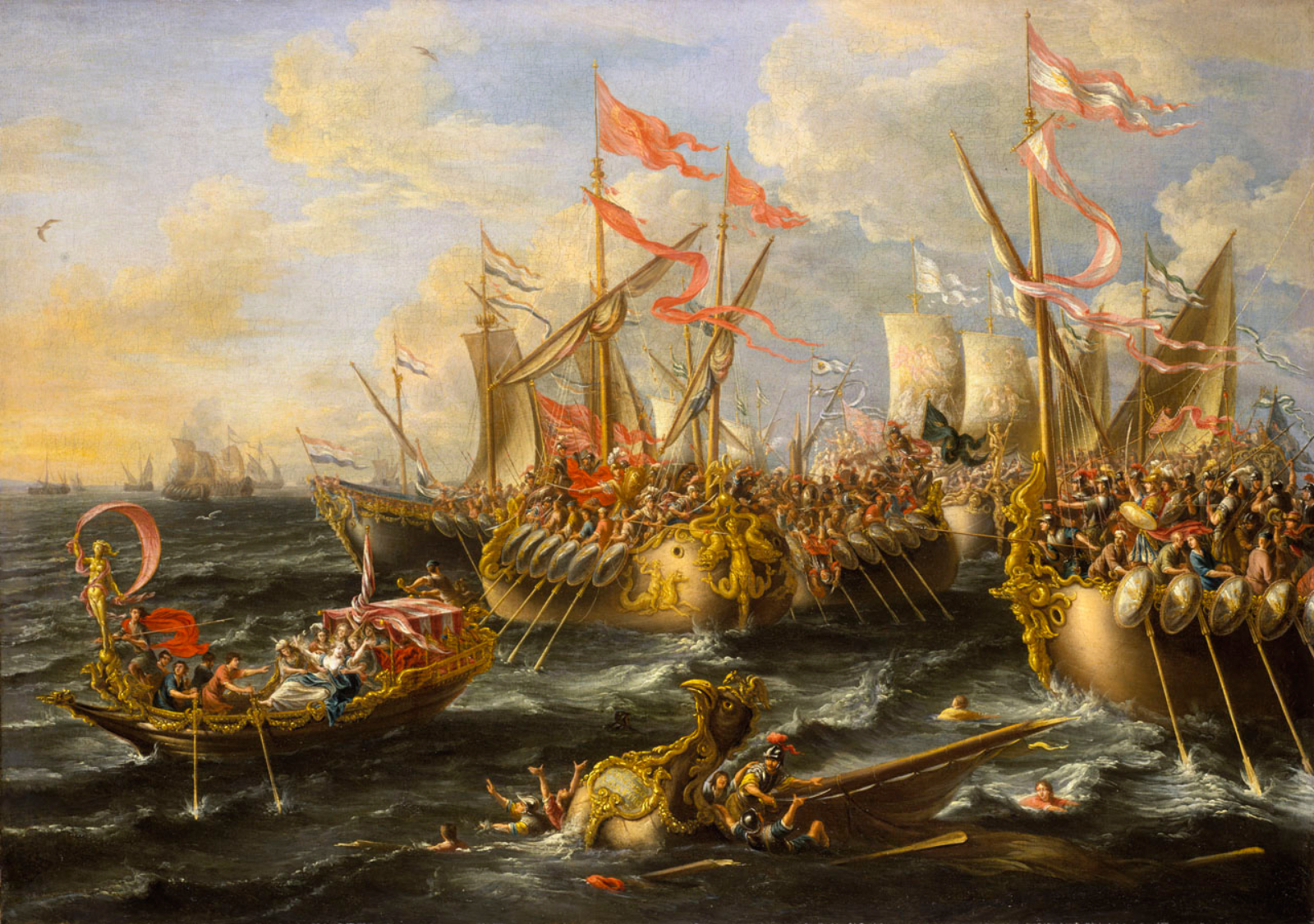
ローマ内戦、アクティウムの海戦(BC31)。オクタウィアヌスがアントニウスとクレオパトラ7世を破る

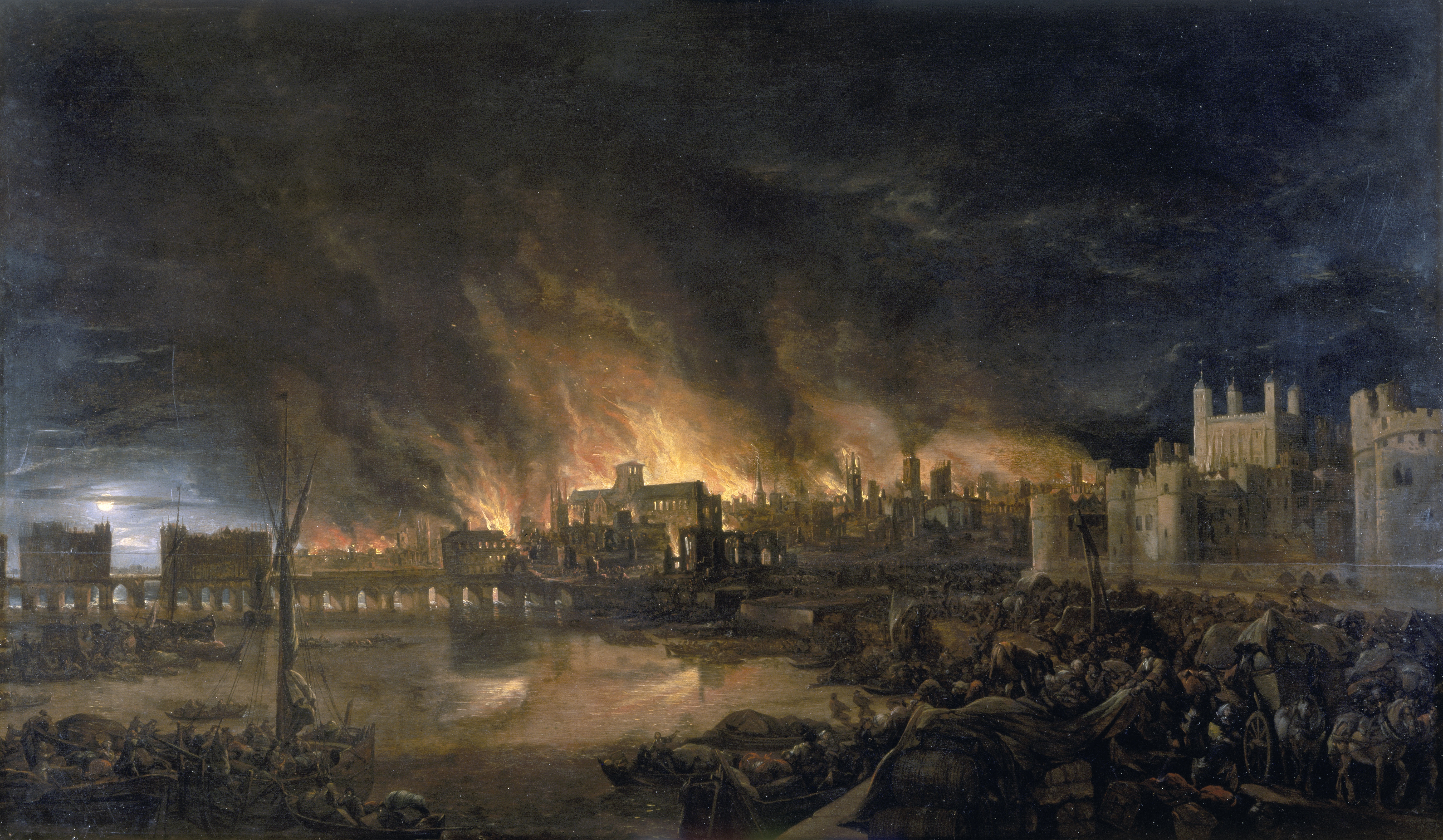
ロンドン大火(1666)、市内家屋の85%が焼失

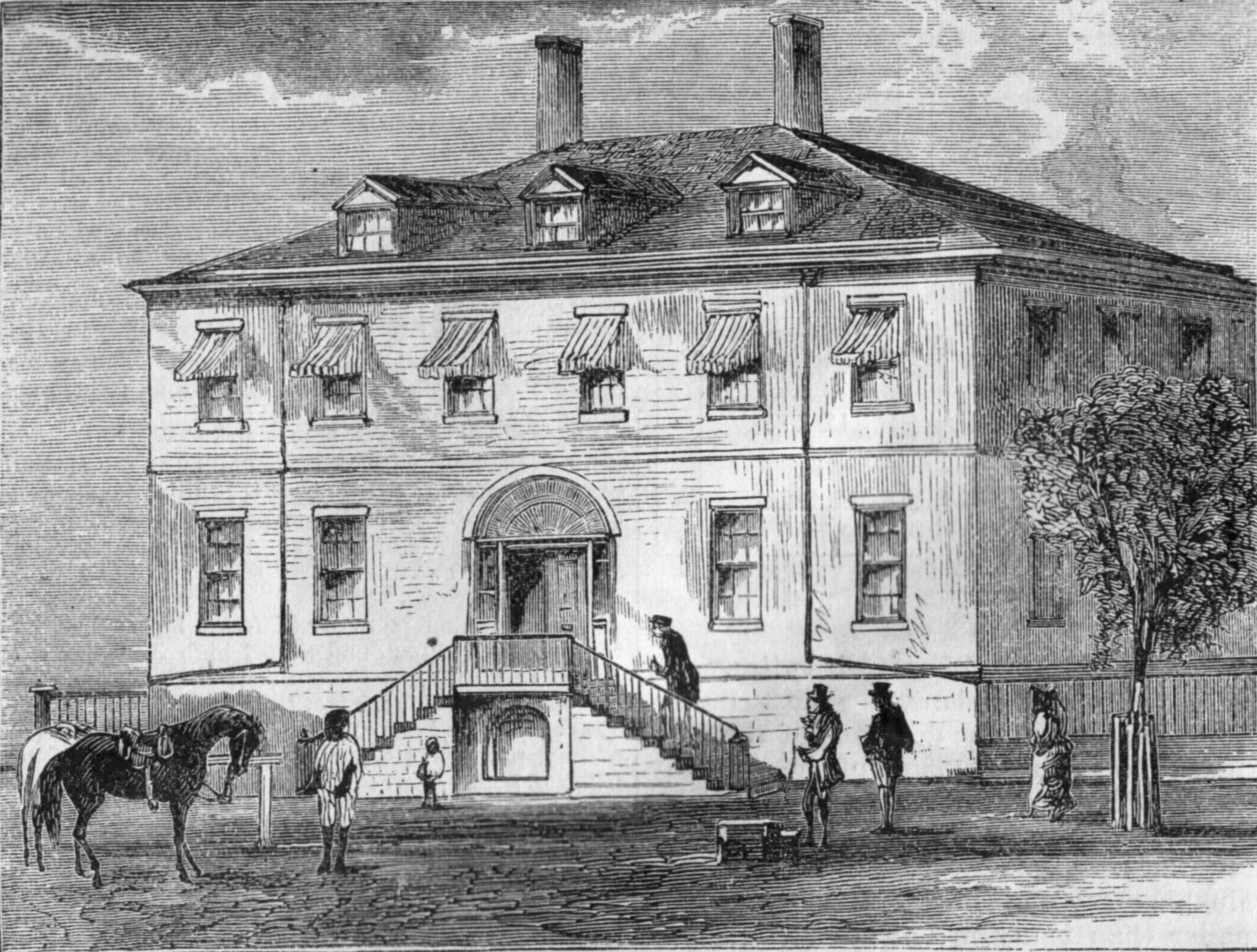
アメリカ合衆国財務省設置(1789)。画像の建物は1814年の米英戦争で焼失。

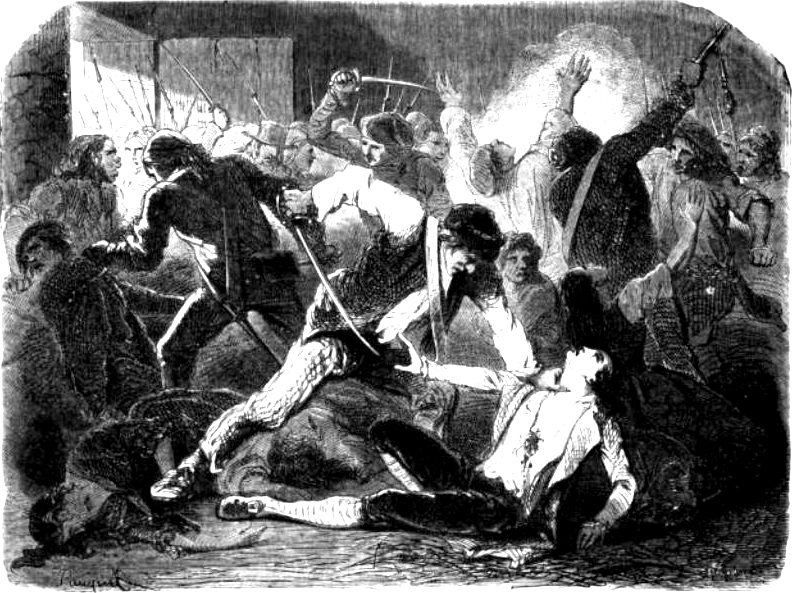
九月虐殺(1792)。フランス革命戦争下のパリで「反革命容疑者」1500人前後が殺害される。

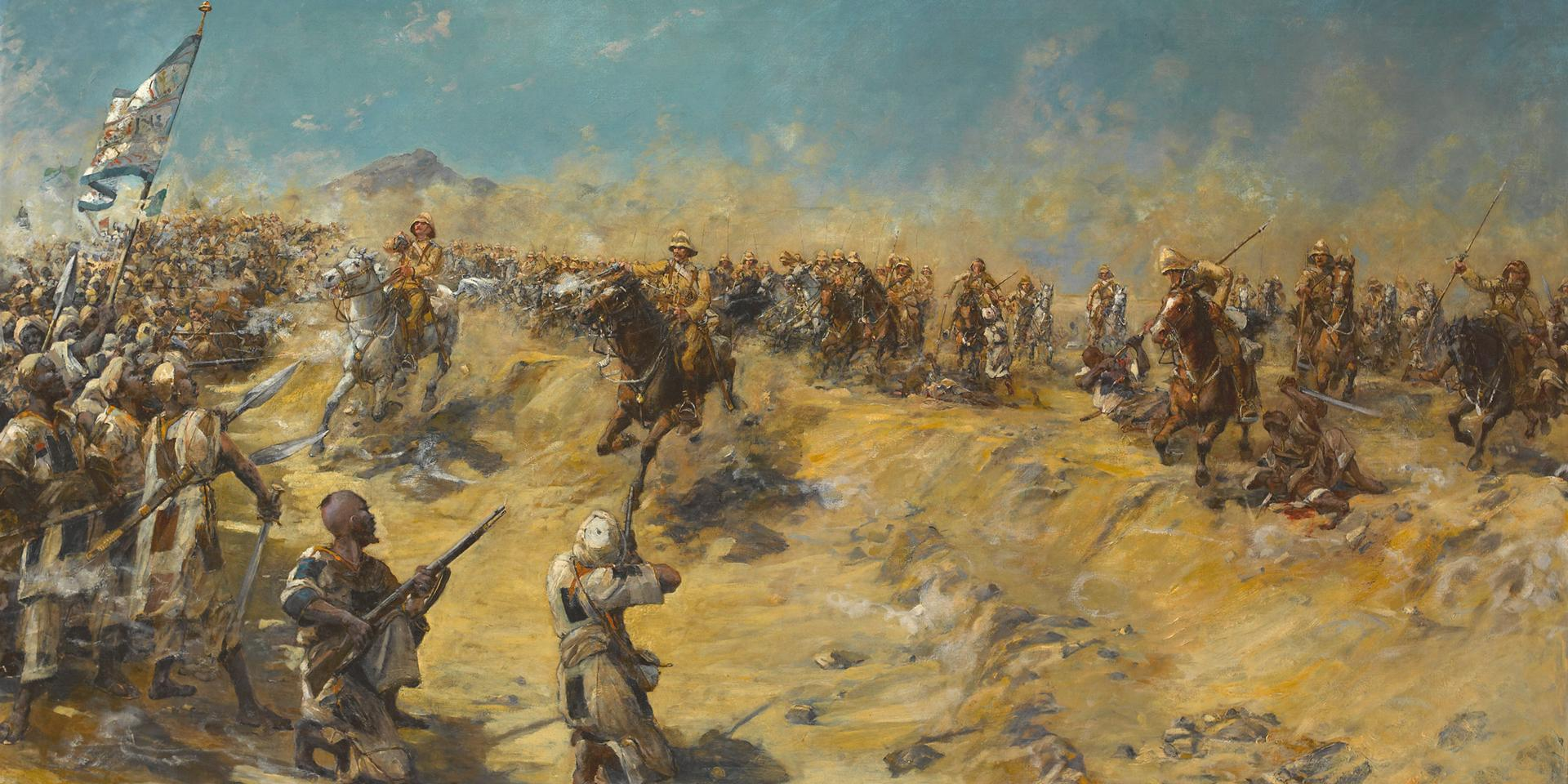
マフディー戦争、オムダーマンの戦い(1898)。マフディーの大軍を英国のマキシム機関銃とライフル銃が粉砕。

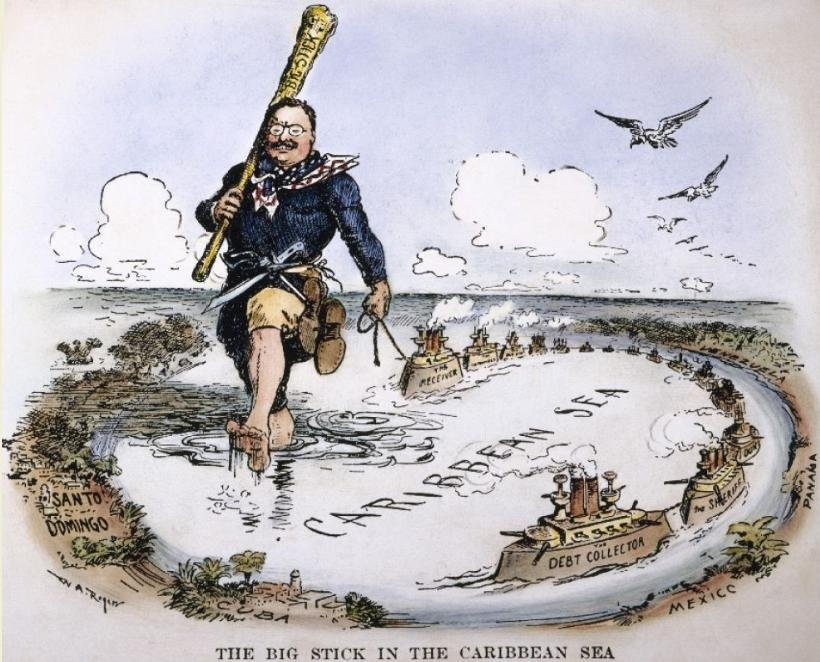
ルーズベルト米大統領、「棍棒外交」の語を初めて用いる(1901)。画像は1904年、『ガリバー旅行記』を基にした風刺画。

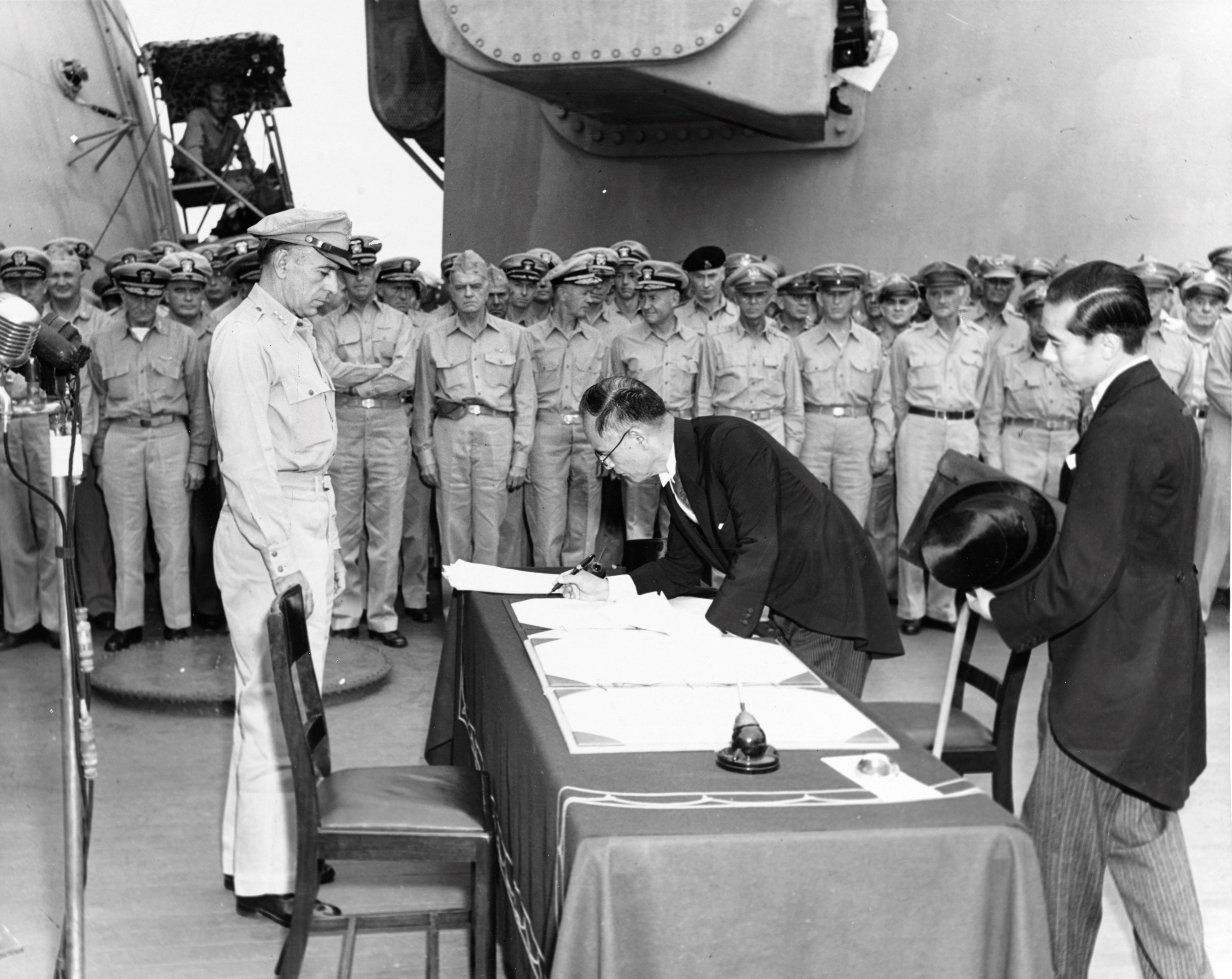
降伏文書に調印する日本政府代表、第二次世界大戦が正式に終結(1945)

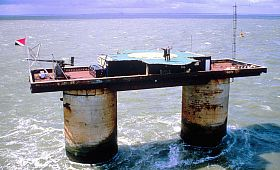
シーランド公国が「独立」を宣言(1967)

- 紀元前44年 - キケロが初のピリッピカ（攻撃演説）を行う。以降数か月のうちに14回の演説を行う。
- 紀元前44年 - クレオパトラ7世が息子のプトレマイオス15世カエサリオンをプトレマイオス朝の共同統治者とすることを宣言。
- 紀元前31年 - アクティウムの海戦。
- 1192年 - ヤッファ条約（Treaty of Jaffa）がリチャード獅子心王とサラディンの間で締結。第3回十字軍が終了。
- 1264年（文永元年8月11日） - 鎌倉幕府執権・北条時頼が病で出家したのに伴い、北条政村が7代執権に就任。
- 1561年 - この年の8月19日から20日にかけてスコットランドに帰国したスコットランド女王メアリーのエディンバラ入りを祝う式（Entry of Mary, Queen of Scots into Edinburgh）が行われる。
- 1600年（慶長5年7月25日） - 小山評定。会津討伐に向かう途中の徳川家康が下野国小山で石田三成の挙兵を知り、諸将を集めて軍議を開く。
- 1649年 - イタリアの都市カストロ（Castro）が教皇インノケンティウス10世の軍によって破壊され、カストロ戦争（英語版）が終結。
- 1666年 - ロンドン大火:ロンドン橋近くのパン屋から出火。火災は9月6日まで続き、ロンドンの5分の4が焼失した[1]。
- 1715年 - 5歳にしてフランス王に即位したルイ15世の摂政にフィリップ・ドルレアンが就任。
- 1752年（グレゴリオ暦9月13日） - イギリスでグレゴリオ暦を導入。9月2日の翌日が9月14日となる。
- 1789年 - アメリカ合衆国財務省設置。
- 1792年 - フランス革命: 九月虐殺が始まる。
- 1794年 - ヴァンデーの反乱: バウシュの戦い（Bataille des Bauches）
- 1806年 - スイスのゴールダウで地滑り、457人が死亡。
- 1807年 - 砲艦戦争（英語版）: コペンハーゲンの戦い（英語版）
- 1819年 - サン・テルモがホーン岬の南のドレーク海峡で、悪天候により損傷し沈没、644人が世界史史上初となる南極大陸での犠牲者となる。
- 1856年 - 太平天国の乱: 太平天国の都天京（南京）で、北王韋昌輝が、東王楊秀清を殺害。天京事変の始まり。
- 1859年 - 記録上最強の地磁気嵐キャリントン・イベントが観測。黒点やフレアは8月28日から前日にかけて観測されていた。
- 1864年 - 南北戦争: シャーマン将軍率いる北軍により前日に陥落した南軍の軍事拠点アトランタに同氏の軍が入城。アトランタ方面作戦が終了。
- 1864年（元治元年8月2日） - 第一次長州征討: 将軍徳川家茂が中国・四国など35藩に長州征討の為の出兵を命令。
- 1870年 - 普仏戦争: セダンの戦いでナポレオン3世が10万の将兵とともに投降し捕虜となる。ナポレオンは4日に廃位。
- 1885年 - ワイオミング州で中国系移民に対するロックスプリングスの虐殺（英語版）。
- 1898年 - マフディー戦争: オムダーマンの戦い。
- 1901年 - セオドア・ルーズベルト米副大統領（マッキンリー大統領暗殺により同月14日から大統領）がミネソタ州フェア（英語版）で棍棒外交という言葉（Speak softly and carry a big stick）を初めて用いる。
- 1905年（光緒31年8月4日） - 清が科挙を廃止。
- 1914年 - 第一次世界大戦・青島出兵: 日本陸軍が山東半島への上陸を開始。
- 1914年 - 横山大観らが日本美術院を再興[2]。
- 1919年 - 朝鮮の南大門駅（現 ソウル駅）で、独立運動派の姜宇奎が朝鮮総督・斎藤実に爆弾を投げつけ暗殺未遂[3]。
- 1921年 - 阪神急行電鉄（現・阪急電鉄）西宝線（現・今津線）宝塚－西宮北口間開業。
- 1922年 - 目黒蒲田電鉄（現・東京急行電鉄）設立。
- 1923年 - 日本で山本権兵衛が第22代内閣総理大臣に就任し、第2次山本内閣が発足。
- 1927年 - カール・ラインムートがハイデルベルクで小惑星アラビスを発見。
- 1935年 - レイバー・デー・ハリケーン（英語版）がフロリダ州ロングキー（英語版）に上陸し400人以上が死亡。
- 1935年 - 大阪府堅下村（現柏原市）平野集落にあったため池「菱尾池」が前日来の豪雨により決壊。死者9人、重傷5人、軽傷10余人。家屋の全壊6戸、倒壊16戸の被害[4]。
- 1938年 - トルコでハタイ県が独立を宣言。ハタイ共和国（英語版）を名乗る。
- 1939年 - 第二次世界大戦: ドイツの侵攻により自由都市ダンツィヒが陥落。
- 1939年 - ダンツィヒに初となるドイツ領外の収容所であるシュトゥットホーフ強制収容所が設置される。
- 1940年 - 米英間で駆逐艦・基地協定締結。
- 1945年 - 第二次世界大戦での日本の降伏: 大日本帝国政府が東京湾の戦艦ミズーリ号艦上で連合国に対する降伏文書（ポツダム宣言）に調印。降伏文書は調印と同時に発効し、第二次世界大戦が終結[5][6]。（対日戦勝記念日）
- 1945年 - ホー・チ・ミンがベトナム民主共和国（北ベトナム）の日仏両国からの独立を宣言。（国慶節）
- 1945年 - 日本陸軍パラオ地区集団司令官、第14師団長井上貞衛陸軍中将が米護衛駆逐艦アミック（後の海自艦あさひ）上で米海兵隊ペリリュー島司令部への降伏文書に署名する。
- 1945年 - トラック諸島の日本海軍第四艦隊司令長官原忠一海軍中将と陸軍第31軍司令官麦倉俊三郎陸軍中将が米重巡洋艦ポートランド上で米海軍への降伏文書に署名する。
- 1945年 - パガン島の日本陸軍第31軍独立混成第9連隊長天羽馬八陸軍少将が米駆逐艦リンド（英語版）上で米海軍に対する降伏文書に署名し、独立混成第10連隊ロタ島守備隊長今川陸軍少佐が米護衛駆逐艦ヘイリガー（英語版）上で海兵隊グアム島部隊に対する降伏文書に署名する。
- 1945年 - 第二次世界大戦・ビサヤ諸島の戦い: パナイ島イロイロ州カバトゥアン町ティリンのカバツアン飛行場で日本陸軍第102師団歩兵第77旅団独立歩兵第170大隊長戸塚良一中佐が米第160歩兵連隊（英語版）に対する降伏文書に署名する。終戦の日。
- 1945年 - ホー・チ・ミンがベトナム民主共和国成立を宣言。
- 1946年 - ネルーによりインド暫定政府（英語版）が発足。
- 1947年 - 米州相互援助条約が署名される、発行は翌1948年3月12日。
- 1954年 - アムステルダムで開催された国際数学者会議にて、小平邦彦が日本人初のフィールズ賞を受賞。
- 1957年 - ゴ・ディン・ジエムが外国の元首としては初めて公式にオーストラリアを訪れる。
- 1960年 - 中央チベット政権議会（Parliament of the Central Tibetan Administration）の議員を決める第1回選挙、同日中に開会が宣言される（チベットの民主化（フランス語版））。
- 1964年 - 競泳男子1500m自由形でアメリカのロイ・サーリ（英語版）が16分58秒7を記録。人類史上初めて17分を切る。
- 1967年 - パディ・ロイ・ベーツがサフォーク沖の海上要塞跡を占拠し、「シーランド公国」と称して独立宣言。
- 1968年 - ナイジェリア内戦のOAU作戦（Operation OAU）が開始。
- 1970年 - アポロ15号・19号の計画が中止（Canceled Apollo missions）になる。しかし15号はのち復活し翌年月への飛行を行った。
- 1972年 - 時代劇「必殺シリーズ」の第1作『必殺仕掛人』が放映開始。
- 1975年 - 松生丸事件。黄海北部で操業中の日本漁船が北朝鮮の銃撃を受け、2人が死亡し、北朝鮮に連行される。
- 1978年 - カナダのバンクーバーで遊覧飛行中の水上機が海中に墜落。新婚旅行で現地を訪れていた日本人観光客ら9人が死亡[7]。
- 1982年 - 国鉄が宮崎県日向市のリニア実験線で開発中の磁気浮上式リニアモーターカーが、世界初の有人走行に成功[8]。
- 1987年 - マチアス・ルストがフィンランドのヘルシンキからソビエト連邦のモスクワまで小型飛行機を操縦し、赤の広場に着陸した事件の裁判が始まる。
- 1990年 - 沿ドニエストル共和国（トランスニストリア）がモルドバからの分離独立を宣言。
- 1990年 - 児童の権利に関する条約が発効。
- 1991年 - アメリカ合衆国がバルト三国の独立を承認[9]。
- 1991年 - ナゴルノ・カラバフが「アルツァフ共和国」としてアゼルバイジャンからの独立を宣言。しかし国家の承認は得られていない。
- 1992年 - ニカラグアでマグニチュード7.7の地震、津波により約180人が死亡。
- 1996年 - フィリピン政府とモロ民族解放戦線が和平協定を結ぶ[10]。
- 1998年 - スイス航空111便墜落事故。
- 1999年 - 日本で低用量ピルの発売を開始。
- 2002年 - 軽自動車の字光式ナンバーの払い出しが一部地域（品川、練馬、足立、八王子、多摩、横浜、川崎、相模、湘南、大宮、春日部、熊谷、所沢、群馬、千葉、習志野、野田、袖ヶ浦、水戸、土浦、宇都宮、とちぎ、新潟、長岡、山梨、名古屋、尾張小牧、三河、豊橋、静岡、沼津、浜松、岐阜、飛騨、三重、福井、なにわ、大阪、和泉、京都、神戸、姫路、奈良、滋賀、和歌山、広島、福山、鳥取、島根、岡山、山口ナンバー）で始まる。
- 2006年 - 元豪華客船「ステラ・ポラリス号」が潮岬沖にて沈没。
- 2008年 - 大相撲力士大麻問題に伴う抜き打ちの尿検査にて、ロシア出身の兄弟力士露鵬と白露山に大麻吸引の陽性反応が出る。
- 2010年 - 2010年のイスラエルとパレスチナの和平交渉（英語版）がアメリカによって開始される。
- 2011年 - 日本で野田佳彦が第95代内閣総理大臣に就任し、野田内閣が発足。
- 2012年 - 六本木クラブ襲撃事件。
- 2013年 - 電話事業会社のボーダフォンがアメリカのベライゾン・ワイヤレスの自社保有分、45%の株式を、総額1300億ドルで、電気通信事業者のベライゾン・コミュニケーションズに売却することで、同社と合意したと発表。
- 2018年 - ブラジル国立博物館で火災が発生し、収蔵物が全焼[11]。
- 2019年 - ディズニーランド・パリにあったロックンローラー・コースターが閉鎖、ウォルト・ディズニー・ワールド・リゾートのもののみが現存するように。
- 2020年 - 鹿児島県奄美大島沖でニュージーランドから中国へ向かう貨物船が台風接近に伴う波浪の中、救難信号を出した後に沈没。乗員1人救出、43人が行方不明[12]。
- 2022年 - 2019年4月、東京東池袋で、暴走した乗用車で8人の通行人を引き倒した事故で、自動車運転死傷処罰法違反の罪に問われた旧通産省工業技術院元院長に対し、東京地裁が禁錮5年の実刑判決を下す。検察、弁護側ともに控訴せず9月17日に刑が確定[13]。
- 2023年 - インドが初の太陽観測衛星の打ち上げに成功[14]。

## 誕生日

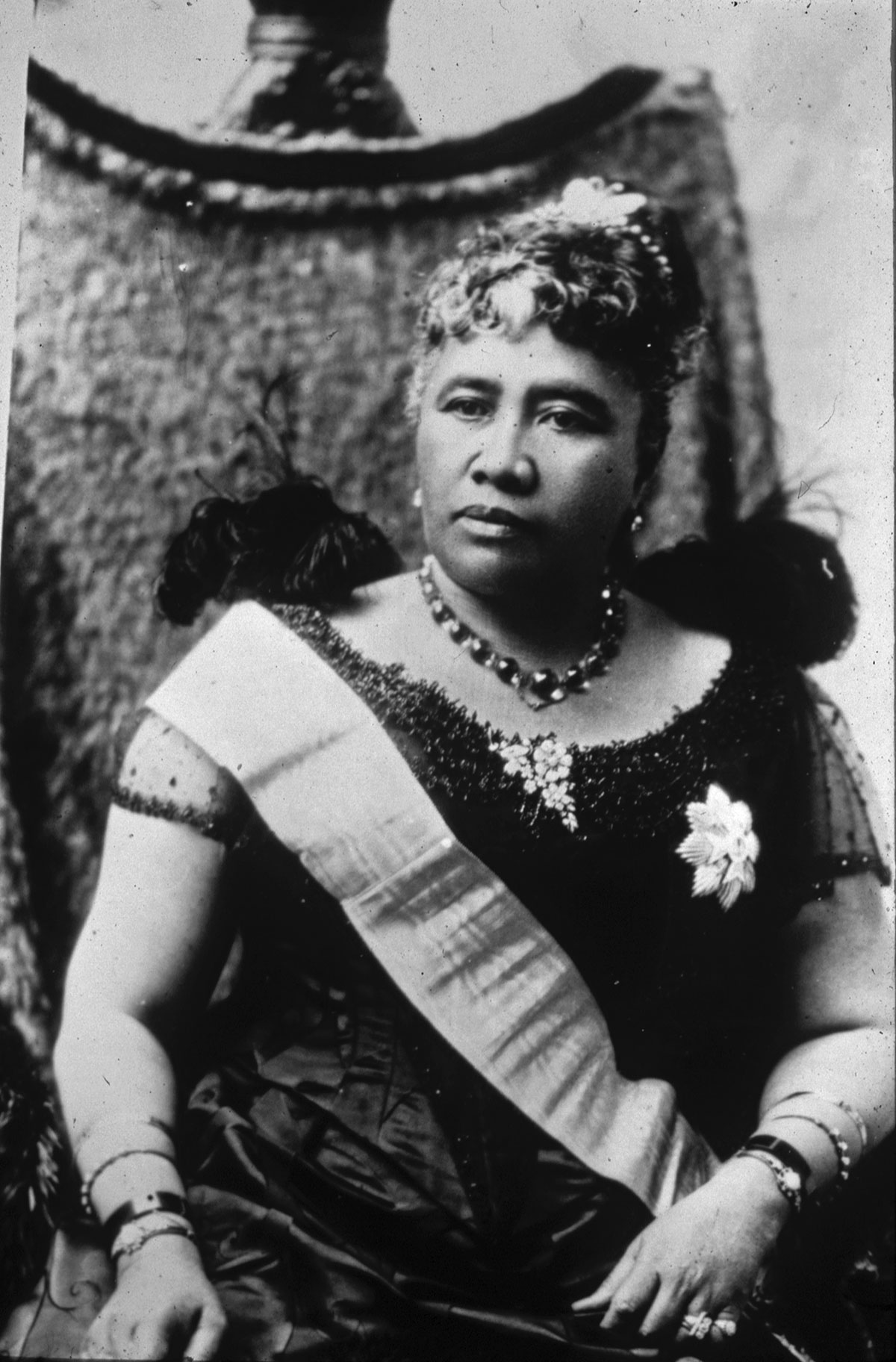
ハワイ王国最後の女王、リリウオカラニ(1838-1917)誕生。『アロハ・オエ』の作曲者でもある

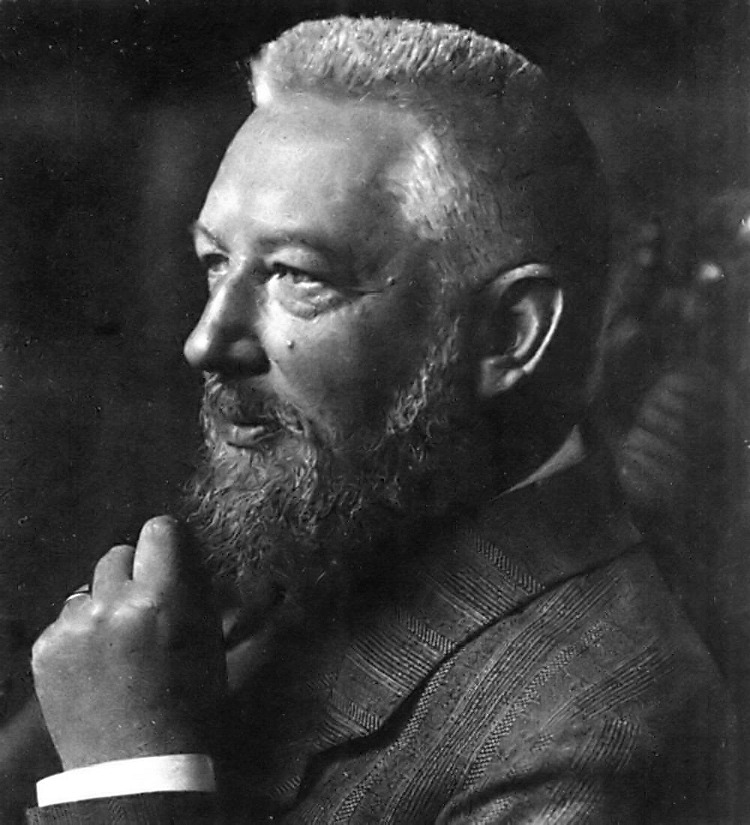
化学者ヴィルヘルム・オストヴァルト(1853-1932)。平衡・反応論を研究

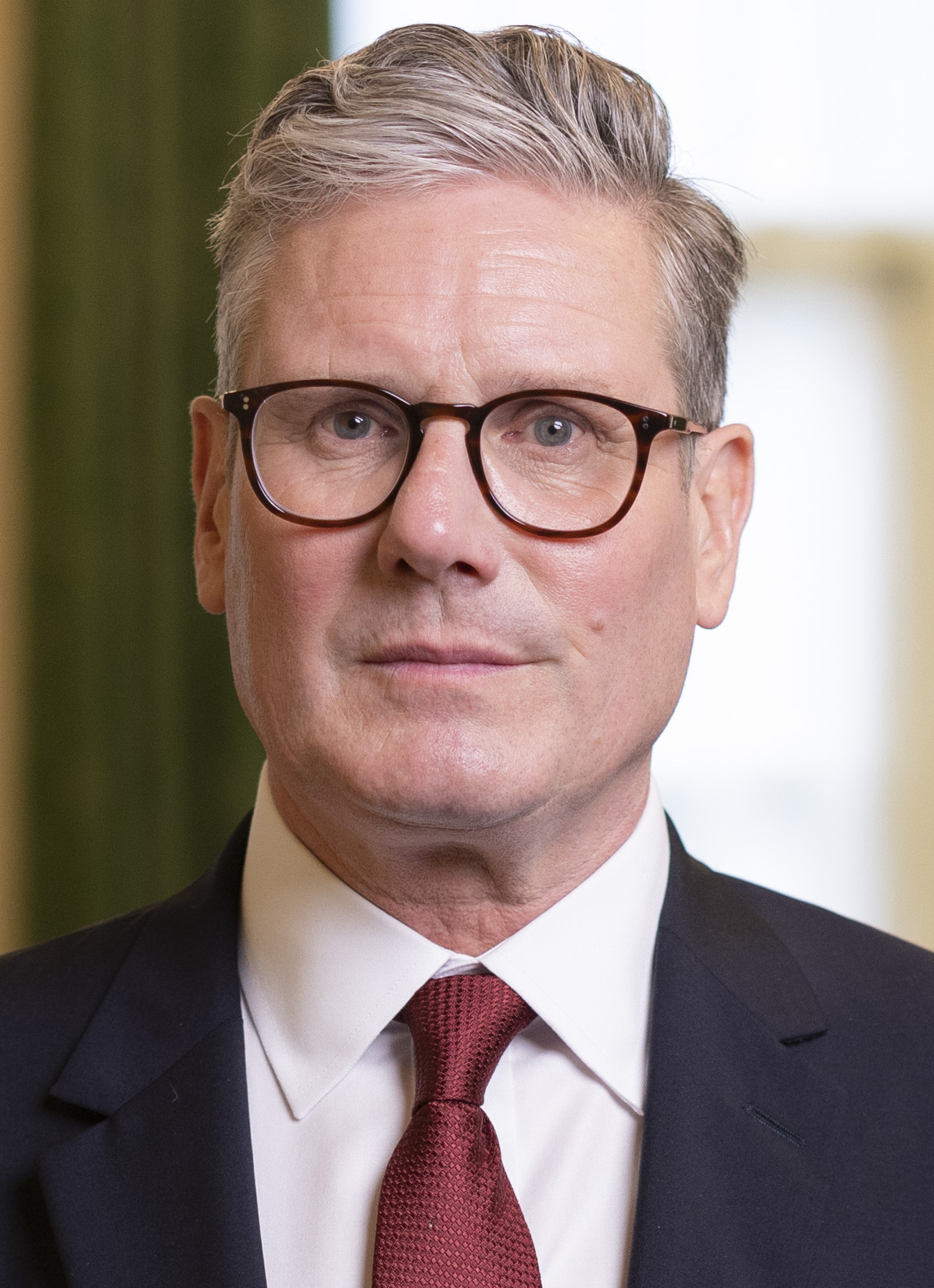
第80代イギリス首相、キア・スターマー(1962-)

- 1251年 - フランシス・オブ・ファブリアーノ（英語版）、作家（+ 1322年）
- 1516年 - フランソワ1世、ヌヴェール公（+ 1561年）
- 1548年 - ヴィンチェンツォ・スカモッツィ、建築家（+ 1616年）
- 1661年 - ゲオルク・ベーム、オルガニスト（+ 1733年）
- 1675年 - ウィリアム・サマーヴィル（英語版）、詩人（+ 1742年）
- 1722年 - ウィギリウス・エリクセン、画家（+ 1782年）
- 1753年 - マリー・ジョゼフィーヌ・ド・サヴォワ、ルイ18世の妻（ルイの即位前に死したため王妃ではない）（+ 1810年）
- 1758年（宝暦8年8月1日） - 加藤明陳、第5代水口藩主（+ 1808年）
- 1768年（明和5年7月22日） - 西尾忠善、第5代横須賀藩主（+ 1831年）
- 1773年 - ルイ・オーギュスト・ヴィクター・ド・ガイスネ・ド・ブルモン（フランス語版）、軍人（+ 1846年）
- 1778年 - ルイ・ボナパルト[15]、ホラント王（+ 1846年）
- 1793年（寛政5年7月27日） - 松平定則、第10代伊予松山藩主（+ 1809年）
- 1805年 - エステバン・エチェヴェリア（英語版）、詩人（+ 1851年）
- 1810年 - ライサンダー・バトン（英語版）、工学者（+ 1897年）
- 1814年 - エルンスト・クルティウス（英語版）、考古学者、歴史家（+ 1896年）
- 1820年（文政3年7月25日） - 池田斉訓、第9代鳥取藩主（+ 1840年）
- 1830年 - ウィリアム・P・フライ（英語版）、政治家（+ 1911年）
- 1838年 - リリウオカラニ、ハワイ最後の国王（+ 1917年）
- 1839年 - ヘンリー・ジョージ、作家、政治経済学者、政治家（+ 1897年）
- 1840年 - クレー・アリソン、西部開拓時代のアウトロー（+ 1887年）
- 1840年 - ジョヴァンニ・ヴェルガ、小説家（+ 1922年）
- 1850年 - アルバート・スポルディング、元プロ野球選手（+ 1915年）
- 1850年 - ユージン・フィールド（英語版）、作家（+ 1895年）
- 1850年 - ヴォルデマール・フォークト、物理学者（+ 1919年）
- 1852年 - ポール・ブールジェ、作家・批評家（+ 1935年）
- 1853年 - ヴィルヘルム・オストヴァルト、化学者（+ 1932年）
- 1857年 - ポール・ハーヴュー（フランス語版）、作家（+ 1915年）
- 1865年 - シメオン・オラ（英語版）、軍人（+ 1952年）
- 1870年（明治3年8月7日） - 笹川臨風、歴史家、美術評論家（+ 1949年）
- 1871年（明治4年7月18日） - 川上貞奴、女優（+ 1946年）
- 1877年 - フレデリック・ソディ、化学者（+ 1956年）
- 1878年 - モーリス・ルネ・フレシェ、数学者（+ 1973年）
- 1878年 - ヴェルナー・フォン・ブロンベルク、軍人、第三帝国の国防大臣（+ 1946年）
- 1879年 - 安重根、テロリスト、殺人者、朝鮮独立運動家、伊藤博文の暗殺者（+ 1910年）
- 1882年 - ハーレン・ブレッツ（英語版）、地質学者（+ 1981年）
- 1883年 - エリーザベト・マリー・ペツネック、ハプスブルク家の大公女（+ 1963年）
- 1883年 - ルドルフ・ステファン・ヤン・ヴァイグル（フランス語版）、生物学者（+ 1957年）
- 1889年 - 土倉宗明、政治家（+ 1972年）
- 1892年 - デジェー・ケルテス（英語版）、俳優（+ 1965年）
- 1893年 - 太田功平、農学者・教育者（+ 1930年）
- 1897年 - ファズロッラー・ザーヘディー（英語版）、政治家、イラン首相（+ 1963年）
- 1899年 - ハンス・ジェイコブ・ニールセン、ボクサー（+ 1967年）
- 1901年 - アンドレアス・エンビリコス（英語版）、精神分析医（+ 1975年）
- 1901年 - アドルフ・ラップ（英語版）、バスケットボール選手（+ 1977年）
- 1904年 - アウグスト・ヤコブソン（英語版）、作家（+ 1963年）
- 1909年 - 林おかぎ、スーパーセンテナリアン、国内最高齢だった人物（+ 2025年）
- 1910年 - ポール・サーグパック（英語版、エストニア語版）、言語学者（+ 1996年）
- 1910年 - ドナルド・ワトソン（英語版）、ヴィーガン協会を設立した活動家（+ 2005年）
- 1911年 - ロメール・ベアデン（英語版）、画家（+ 1988年）
- 1913年 - イズライル・ゲルファント、数学者（+ 2009年）
- 1913年 - ビル・シャンクリー、サッカー選手、指導者（+ 1981年）
- 1914年 - ジャン・ピクテ（英語版）、弁護士（+ 2002年）
- 1917年 - ローリンド・アルメイダ、ギタリスト（+ 1995年）
- 1917年 - 阿部重四郎、元プロ野球選手
- 1918年 - アレン・ドルーリー（英語版）、ジャーナリスト、作家（+ 1998年）
- 1919年 - マージ・チャンピオン（英語版）、女優（+ 2020年）
- 1919年 - ランス・マックリン（英語版）、レーシングドライバー（+ 2002年）
- 1919年 - 綱島新八、元プロ野球選手（+ 1997年）
- 1922年 - アーサー・アシュキン、物理学者（+ 2020年）
- 1923年 - ルネ・トム、数学者（+ 2002年）
- 1923年 - ラモン・バルデス、俳優・コメディアン・作曲家（+ 1988年）
- 1923年 - ワレリアン・ボロズウィック、映画監督（+ 2006年）
- 1924年 - ダニエル・アラップ・モイ、政治家、第2代ケニア大統領（+ 2020年）
- 1925年 - ヒューゴ・モンテネグロ（英語版）、作曲家（+ 1981年）
- 1927年 - フランシス・マシューズ（英語版）、俳優（+ 2014年）
- 1928年 - ホレス・シルヴァー、ジャズピアニスト（+ 2014年）
- 1928年 - メル・スチュアート（英語版）、映画監督（+ 2012年）
- 1929年 - ハル・アシュビー、映画監督（+ 1988年）
- 1929年 - レックス・ハートウィグ（英語版）、テニス選手
- 1929年 - ヴィクター・スピネッティ（英語版）、俳優（+ 2012年）
- 1930年 - アンドレイ・ペトロフ、作曲家（+ 2006年）
- 1931年 - クリフォード・ジョーダン、ジャズ・サクソフォニスト（+ 1993年）
- 1931年 - アラン・K・シンプソン（英語版）、政治家
- 1932年 - ウォルター・デイヴィス・ジュニア、ジャズピアニスト（+ 1990年）
- 1933年 - 鶴岡雅義、歌手、（鶴岡雅義と東京ロマンチカ）
- 1933年 - マチュー・ケレク、ベナン人民共和国・ベナン共和国初代・第3代大統領（+ 2015年）
- 1934年 - チャック・マッキャン（英語版）、俳優（+ 2018年）
- 1935年 - ウェイン・ルーカス、調教師（+ 2025年）
- 1936年 - アンドルー・グローヴ、実業家（+ 2016年）
- 1937年 - 阿南準郎、元プロ野球選手、監督（+ 2024年）
- 1937年 - ピーター・ユベロス、MLBコミッショナー
- 1938年 - なかにし礼、小説家、作詞家 （+ 2020年）
- 1938年 - ジュリアーノ・ジェンマ、俳優（+ 2013年）
- 1938年 - 三浦清弘、元プロ野球選手（+ 2016年[16]）
- 1938年 - ジミー・クラントン、シンガーソングライター
- 1939年 - イヴァー・ヤコブソン、コンピュータ科学者
- 1940年 - 鈴原研一郎、漫画家（+ 2008年）
- 1941年 - サダナ・シヴダサニ（英語版）、女優（+ 2015年）
- 1941年 - ジョン・R・トンプソン・ジュニア（英語版）、バスケ選手（+ 2020年）
- 1943年 - 是久幸彦、元プロ野球選手
- 1943年 - グレン・サザー（英語版）、アイスホッケー選手
- 1944年 - ジャネット・シンプソン、陸上競技選手
- 1944年 - クロード・ニコリエ、宇宙飛行士
- 1944年 - オーランド・マルティネス（英語版）、ボクサー
- 1945年 - 佐々木精一郎、元陸上競技選手
- 1946年 - ルイス・アヴァロス、俳優
- 1946年 - ビリー・プレストン、ミュージシャン
- 1947年 - 中原誠、将棋棋士、元日本将棋連盟会長
- 1947年 - 矢崎滋、俳優
- 1947年 - ジム・リチャーズ、レーシングドライバー
- 1948年 - テリー・ブラッドショー、元アメリカンフットボール選手
- 1948年 - ネイト・アーチボルド、バスケットボール選手
- 1948年 - クリスタ・マコーリフ、チャレンジャー号爆発事故で死亡した7人の乗組員のうちの1人（+ 1986年）
- 1949年 - 東新昇、元プロ野球選手
- 1949年 - ハンス・ヘルマン・ホッペ（英語版）、経済学者
- 1950年 - 小池裕美子、元アナウンサー
- 1950年 - ロザンナ・デソト（英語版）、女優
- 1950年 - ミヒャエル・ローター、音楽家
- 1951年 - いしいひさいち、漫画家
- 1951年 - 関東孝雄、元プロ野球選手
- 1951年 - 堀切功章、実業家、キッコーマン社長
- 1951年 - ジム・デミント、政治家、ヘリテージ財団所長
- 1951年 - マーク・ハーモン、俳優
- 1952年 - よこざわけい子、声優
- 1952年 - ジミー・コナーズ、元プロテニス選手
- 1952年 - ミハイル・ロットマン（英語版）、言語学者
- 1953年 - アフマド・シャー・マスード、アフガニスタン・イスラム国国防大臣、アフガニスタン救国・民族イスラム統一戦線（北部同盟）副大統領
- 1953年 - ダニー・グッドウィン、元プロ野球選手
- 1953年 - ジョン・ゾーン、サックス奏者
- 1953年 - ゲルハルト・ティーレ（英語版）、宇宙飛行士
- 1953年 - 松田光保、元プロ野球選手
- 1953年 - 林忠良、元プロ野球審判員
- 1954年 - 三善英史、演歌歌手
- 1954年 - 瀬戸利一、空手家、歯科医師
- 1955年 - 山倉和博、元プロ野球選手
- 1955年 - フロレンツァ・ミハイ、テニス選手（+ 2015年）
- 1956年 - 廣野眞一、実業家、集英社社長
- 1957年 - トニー・アルヴァ（英語版）、ミュージシャン、スケートボーダー
- 1957年 - スティーヴ・ポーカロ、ミュージシャン
- 1957年 - 柴田秀一、元アナウンサー
- 1957年 - 増田惠子、タレント（元ピンクレディー）
- 1959年 - 日山正明、ドラマー（元カシオペア）
- 1959年 - ギー・ラリベルテ、大道芸人、実業家、慈善活動家、シルク・ドゥ・ソレイユ創設者
- 1959年 - 中島哲也、映画監督
- 1960年 - レックス・ハドラー、元プロ野球選手
- 1960年 - 松田浩、元サッカー選手、指導者
- 1960年 - エリック・ディッカーソン、アメリカンフットボール選手
- 1960年 - クリスティン・ハルヴォルセン、政治家、社会主義左翼党党首（1997年 - ）
- 1961年 - 原哲夫、漫画家
- 1961年 - アンソニー・ウォン、俳優
- 1961年 - ジェフ・ラッセル、元プロ野球選手
- 1961年 - 勝矢寿延、元サッカー選手、指導者
- 1961年 - カルロス・バルデラマ、元サッカー選手
- 1961年 - 七戸康博、空手家
- 1962年 - 水戸泉政人、元大相撲力士、年寄10代錦戸
- 1962年 - プラッチャヤー・ピンゲーオ、映画監督
- 1962年 - ジョニー・パリデス、元プロ野球選手
- 1962年 - 和田豊、元プロ野球選手、監督
- 1962年 - キア・スターマー、政治家、弁護士、第80代イギリス首相
- 1964年 - キアヌ・リーブス、俳優
- 1964年 - ピストン西沢、ラジオパーソナリティー
- 1964年 - 田嶋智太郎、経済評論家
- 1964年 - 太田愛、脚本家、小説家
- 1965年 - レノックス・ルイス、元プロボクサー
- 1965年 - 横谷総一、元プロ野球選手
- 1965年 - 林修、予備校講師
- 1966年 - 早見優、タレント
- 1967年 - 早瀬優香子、元女優、元歌手
- 1968年 - 緒方耕一、元プロ野球選手
- 1968年 - 相原隆行、作曲家
- 1969年 - 横山めぐみ、女優
- 1969年 - 髙村祐、元プロ野球選手
- 1969年 - 永田寿康、元衆議院議員（+ 2009年）
- 1970年 - 安藤信二、元プロ野球選手
- 1971年 - 細川ふみえ、タレント、女優
- 1971年 - リッチ・オーリリア、元プロ野球選手
- 1972年 - 高橋良明、俳優、歌手（+ 1989年）
- 1973年 - 早坂隆、ルポライター
- 1974年 - 国分太一、ミュージシャン、タレント（元TOKIO）
- 1974年 - 永野、お笑い芸人
- 1979年 - 大脇浩二、元プロ野球選手
- 1980年 - 吉本大樹、レーサー、ミュージシャン（doa）
- 1980年 - 堀田ゆい夏、グラビアアイドル、タレント
- 1981年 - 木内晶子、女優
- 1981年 - 栗原瞳、女優
- 1981年 - 粟島瑞丸、俳優、脚本家
- 1981年 - 石川央、元アイスホッケー選手
- 1982年 - 仁科克基、俳優
- 1982年 - クセニヤ・ヤストシェニスキー、フィギュアスケート選手
- 1982年 - 下村愛、女優、元AV女優
- 1983年 - 佐藤亮太、元プロ野球選手
- 1983年 - 松崎克俊、お笑い芸人（元やさしい雨）
- 1983年 - ギャビー・サンチェス、プロ野球選手
- 1983年 - 大浜岳、プロ雀士
- 1985年 - 石原優子、ローカルアイドル（サンフラワー）
- 1985年 - 小瀬浩之、プロ野球選手（+ 2010年）
- 1986年 - 帯広さやか、プロレスラー、元19時女子プロレス代表
- 1986年 - 今市隆二、歌手（三代目J Soul Brothers）
- 1986年 - ウナギ・サヤカ、プロレスラー
- 1987年 - 柳田将利、元プロ野球選手
- 1987年 - スペンサー・スミス、タレント・エージェント、元ドラマー（パニック!アット・ザ・ディスコ）
- 1987年 - スコット・モイア、元フィギュアスケート選手
- 1987年 - 海田智行、元プロ野球選手
- 1988年 - 塚原佳代子、元バレーボール選手
- 1988年 - 加藤慶祐、元俳優
- 1988年 - 福泉敬大、元プロ野球選手
- 1988年 - ドミトリ・オフチャロフ、卓球選手
- 1989年 - 田原誠次、元プロ野球選手
- 1989年 - アレシャンドレ・パト、元サッカー選手
- 1989年 - ゼッド、DJ、音楽プロデューサー
- 1990年 - 丸橋祐介、元サッカー選手
- 1990年 - 曵地裕哉、元サッカー選手
- 1990年 - シャルリーヌ・ファンスニック、柔道選手
- 1990年 - 石井香織、元グラビアアイドル、女優
- 1991年 - 松山メアリ、女優、歌手（元bump.y）
- 1992年 - 須田琴子、元女優（元JK21）
- 1992年 - ロナルド・トレイエズ、プロ野球選手
- 1992年 ‐ 勢喜遊、ミュージシャン（King Gnu）
- 1993年 - 木内江莉、元タレント
- 1993年 - 藤村慶太、サッカー選手
- 1993年 - 森川夕貴、テレビ朝日アナウンサー
- 1993年 - 山﨑丈路、アメリカンフットボール選手
- 1993年 - 吉谷茜音、サッカー選手
- 1994年 - 飯田花歩、ファッションモデル
- 1994年 - キム・ヒチョン、歌手（HALO、ORβIT）
- 1995年 - 鎌田宏夢、アナウンサー
- 1996年 - 佐野皓大、プロ野球選手
- 1998年 - やす子、お笑いタレント
- 1998年 - 佐野如一、元プロ野球選手
- 1998年 - チェ・イェビン、女優
- 1999年 - 渡部遼人、プロ野球選手
- 1999年 - 曽根七海、サッカー選手
- 2000年 - 八掛うみ、AV女優、YouTuber
- 2000年 - 七嶋舞、AV女優
- 2000年 - 松井奏、俳優、歌手（IMP.、元IMPACTors）
- 2001年 - 髙橋藍、バレーボール選手
- 2001年 - 荒木彩花、バレーボール選手
- 2003年 - デニス・カスンバ、プロ野球選手
- 2004年 - 鈴木くるみ、アイドル（AKB48）
- 2004年 - 峯吉愛梨沙、アイドル（元STU48）
- 2004年 - イヒネ・イツア、プロ野球選手
- 2005年 - 雨宮未苺、モデル、タレント
- 2009年 - 山口太幹、俳優
- 生年不明 - 有森聡美、作詞家
- 生年不明 - 美郷あき、歌手
- 生年不明 - ゆきうさぎ、イラストレーター
- 生年不明 - いしだまお、声優
- 生年不明 - 高木達也[17]、声優
- 生年不明 - 竹尾歩美、声優

## 忌日
- 421年 - コンスタンティウス3世、西ローマ帝国の皇帝
- 1179年（治承3年閏7月29日） - 平重盛、平安時代の武将、公卿（* 1138年）
- 1397年 - フランチェスコ・ランディーニ、作曲家（* 1325年?）
- 1559年（永禄2年8月1日） - 結城政勝、下総国の戦国大名（* 1503年）
- 1566年 - タッデオ・ツッカリ、画家（* 1529年）
- 1606年 - カレル・ヴァン・マンデル、画家（* 1548年）
- 1610年（慶長15年7月19日） - 大友義統、豊後国の戦国大名（* 1558年）
- 1784年 - ジョヴァンニ・バッティスタ・ヴィスコンティ、考古学者（* 1722年）
- 1813年 - ジャン・ヴィクトル・マリー・モロー、ナポレオン戦争期の軍人（* 1763年）
- 1820年（嘉慶25年7月25日） - 嘉慶帝、第7代清皇帝（* 1760年）
- 1832年 - フランツ・フォン・ツァハ、天文学者（* 1754年）
- 1865年 - ウィリアム・ローワン・ハミルトン、数学者（* 1805年）
- 1877年 - 和宮親子内親王、江戸幕府第14代将軍家茂の正室（* 1846年）
- 1894年 - 柳原前光、公卿、外交官、元老院議長、枢密顧問官（* 1850年）
- 1899年 - アーネスト・レンショー、テニス選手（* 1861年）
- 1907年 - 陸羯南、ジャーナリスト（* 1857年）
- 1910年 - アンリ・ルソー、画家（* 1844年）
- 1913年 - 岡倉天心、美術評論家（* 1862年）
- 1916年 - 小芝長之助、蝦夷共和国探索役主任（* 1829年）
- 1920年 - 山口孤剣、評論家（* 1883年）
- 1923年 - 厨川白村、イギリス文学者（* 1880年）
- 1927年 - 梅ヶ谷藤太郎 (2代)、大相撲第20代横綱（* 1878年）
- 1937年 - ピエール・ド・クーベルタン、近代オリンピック創始者（* 1863年）
- 1940年 - デイヴィッド・ヒューストン、アメリカ合衆国財務長官（* 1866年）
- 1944年 - 高須四郎、大日本帝国海軍の大将（* 1884年）
- 1945年 - ハインリヒ・シュテーゲマン、画家（* 1888年）
- 1949年 - 東浦庄治、参議院議員（* 1898年）
- 1953年 - ジョナサン・ウェインライト、アメリカ陸軍の大将（* 1883年）
- 1956年 - 岡田武松、気象学者（* 1874年）
- 1967年 - ビルホ・ツーロス、陸上競技選手（* 1895年）
- 1969年 - ホー・チ・ミン、ベトナム初代主席（* 1890年）
- 1973年 - J・R・R・トールキン、小説家、言語学者（* 1892年）
- 1977年 - 信夫山治貞、大相撲力士、元関脇（* 1925年）
- 1978年 - チャールズ・ブレア、パイロット（* 1909年）
- 1992年 - バーバラ・マクリントック、生物学者（* 1902年）
- 1995年 - ヴァーツラフ・ノイマン、指揮者（* 1920年）
- 1996年 - エミリー・カーメ・ウングワレー、画家（* 1910年頃）
- 1997年 - 福田一、第62代衆議院議長（* 1902年）
- 1997年 - ヴィクトール・フランクル、精神科医、心理学者（* 1905年）
- 1999年 - 木村雅行、農学者（* 1940年）
- 2001年 - クリスチャン・バーナード、医学者（* 1922年）
- 2001年 - 木部佳昭、政治家（* 1926年）
- 2001年 - トロイ・ドナヒュー、俳優（* 1936年）
- 2001年 - 毛綱毅曠、建築家（* 1941年）
- 2002年 - 内山安二、漫画家（* 1935年）
- 2004年 - ボブ・O・エバンズ、技術者、工学者（* 1927年）
- 2005年 - 朝吹登水子、フランス文学者、随筆家（* 1917年）
- 2006年 - ボブ・マサイアス、陸上競技選手（* 1930年）
- 2006年 - デューイ・レッドマン、ジャズサクソフォーン奏者（* 1931年）
- 2006年 - ウィリー・ニンジャ、ダンサー、振付師（* 1961年）
- 2006年 - 岩田ゆり、タレント（* 1981年）
- 2006年 - 金山明、画家、芸術家 （* 1924年）
- 2008年 - トッド・クルーズ、元プロ野球選手（* 1955年）
- 2009年 - 伊夫伎一雄、元三菱銀行頭取（* 1920年）
- 2010年 - ロバート・ウォルドーフ・ラブレス、ナイフ職人（* 1929年）
- 2010年 - 坂東徹、政治家（* 1925年）
- 2012年 - エマヌエル・ヌネス、現代音楽作曲家（* 1941年）
- 2013年 - ロナルド・コース、経済学者（* 1910年）
- 2013年 - フレデリック・ポール、SF作家（* 1919年）
- 2013年 - 諸井誠、作曲家（* 1930年）
- 2014年 - 上甲正典、高校野球指導者（* 1947年）
- 2015年 - 斉藤瑞樹[18]、声優（* 1973年）
- 2016年 - イスラム・カリモフ[19]、政治家、ウズベキスタン初代大統領（* 1938年）
- 2018年 - 井出正一[20]、政治家、実業家（* 1939年）
- 2019年 - 松本暁司、サッカー選手、指導者（* 1934年）
- 2019年 - 安部譲二[21]、小説家（* 1937年）
- 2020年 - 古谷充、ジャズミュージシャン、サクソフォーン奏者、歌手（* 1936年）
- 2020年 - クーペ、歌手、元落語家（* 1948年）
- 2020年 - デヴィッド・グレーバー、人類学者（* 1961年）
- 2021年 - ミキス・テオドラキス、作曲家、政治家（* 1925年）
- 2021年 - 茅野実、銀行家、元八十二銀行頭取（* 1933年）
- 2021年 - ミシェル・コルボ、指揮者（* 1934年）
- 2022年 - 山本智子、声楽家（* 1924年）
- 2022年 - フランク・ドレイク、天文学者、天体物理学者（* 1930年）
- 2022年 - 鄭再発、カトリック教会名誉司教（* 1932年）
- 2022年 - 西川正純、政治家、元新潟県柏崎市長（* 1943年）
- 2023年 - 森一弘、カトリック教会司教（* 1938年）
- 2023年 - サリフ・ケイタ、サッカー選手（* 1946年）
- 2023年 - 小堀邦夫、神職、作家、詩人（* 1950年）
- 2023年 - 古沢仁、古生物学者（* 1956年）
- 2024年 - 高木剛、労働運動家（* 1943年）

### 人物以外（動物など）
- 2022年 - ゼンノロブロイ、競走馬（* 2000年）

## 記念日・年中行事
- 対日戦勝記念日（VJデー）（第二次世界大戦の連合国各国）
1945年のこの日、日本が降伏文書に調印し第二次世界大戦が終結、連合国が日本に対して勝利したことを記念。ただし、中華民国と中華人民共和国では、翌9月3日を対日戦勝記念日としている。
- 国慶節（ ベトナム）
1945年のこの日、日本が降伏文章に調印し、ベトナム民主共和国（北ベトナム）が独立を宣言したことを記念。
- 独立記念日（沿ドニエストル共和国）
1990年のこの日、モルドバからの独立を宣言。2010年現在、国家として承認しているのはアブハジアと南オセチアのみである。
- 宝くじの日（ 日本）
「く(9)じ(2)」の語呂合せ。引き換え忘れ防止のPRの一環として第一勧業銀行（現みずほ銀行）が1967年に制定。
- くつの日（ 日本）
「く(9)つ(2)」の語呂合せ。銀座の婦人靴専門店「ダイアナ」が1992年に制定[22]。